# Rio Branco Esporte Clube
El Rio Branco Esporte Clube es un club de fútbol brasileño de la ciudad de Americana en el Estado de São Paulo. Fue fundado en 1913 y juega en el Campeonato Paulista.